# 카포셀레
카포셀레(이탈리아어: Caposele)는 이탈리아 캄파니아주 아벨리노도의 코무네다.